# Zuma's Revenge!
Zuma's Revenge! est un jeu d’arcade et de puzzle créé en 2009 par PopCap Games. Il s’agit de la suite logique de son prédécesseur, Zuma, paru en 2003.
Il est construit sur le même principe : former des chaines de trois boules ou plus dans le but de remporter un maximum de points au cours de la partie. Le jeu Zuma’s Revenge! comporte en outre davantage d’effets spéciaux (tirs de canon, effet plasma qui élimine toutes les boules d’une même couleur, etc.). Les soixante niveaux du Mode Aventure sont répartis en 6 zones disséminées partout sur l’île, allant de la jungle à la mer, en passant par le volcan.
De surcroît, l’île est truffée de monstres qu’il faut combattre afin de passer à la zone suivante, ainsi que le terrible Zhaka Mu, le chef de l’île.